# Morris Island, Nunavut
Morris Island är en ö i Kanada.   Den ligger i territoriet Nunavut, i den östra delen av landet, 2 000 km norr om huvudstaden Ottawa. Arean är 10,3 kvadratkilometer.
Terrängen på Morris Island är platt. Öns högsta punkt är 170 meter över havet. Den sträcker sig 4,4 kilometer i nord-sydlig riktning, och 4,7 kilometer i öst-västlig riktning.